# الموود پارک (نیوجرسی)
الموود پارک (به انگلیسی: Elmwood Park) شهری در ایالت نیوجرسی کشور ایالات متحده آمریکا است که جمعیت آن در سرشماری سال ۲۰۱۰ میلادی، ۱۹٬۴۰۳ نفر بوده‌است.